# آدنیا
 آدنیا(نام علمی: Adenia) نام یک سرده از رده دولپه‌ای‌ها است.